# VfL AstroStars Bochum
El Verein für Leibesübungen AstroStars Bochum 1848 e. V, abreviado VfL AstroStars Bochum y, por motivos de patrocinio,VfL SparkassenStars Bochum, es un equipo de baloncesto alemán con sede en la ciudad de Bochum, que compite en la ProA, la segunda división de su país. Disputa sus partidos en el Rundsporthalle Bochum, con capacidad para 1068 espectadores. Es la sección de baloncesto del club polideportivo VfL Bochum.

## Historia
El equipo se creó el 2011, gracias a la fusión entre el equipo predecesor de la entidad, el VfL Bochum BG y el BG Südpark Bochum. El clus se hizo cargo de las licencias de ambos equipos en julio de 2012, siendo la temporada 2012-13 la de su debut. Esa misma temporada fue el campeón de la Regionalliga, logrando el ascenso a la ProB.

## Trayectoria
| Temporada | Nivel | Liga         | Pos. | Resultado        |
| --------- | ----- | ------------ | ---- | ---------------- |
| 2012-13   | 4     | Regionalliga | 1º   | Ascensocampeón   |
| 2013-14   | 3     | ProB         | 8º   | Cuartos de final |
| 2014-15   | 3     | ProB         | 5º   | Octavos de final |
| 2015-16   | 3     | ProB         | 5º   | Octavos de final |
| 2016-17   | 3     | ProB         | 5º   | Semifinalista    |
| 2017-18   | 3     | ProB         | 4º   | Cuartos de final |